# Летње олимпијске игре 1936.
XI Летње олимпијске игре су одржане 1936. године у Берлину, у Немачкој. Берлин је селектован као домаћин 1931, победивши Барселону. Иако је се то догодило пре њеног доласка на власт, Нацистичка партија је искористила прилику да промовише своју идеологију.
Мада су Немци доминирали у многим спортовима, тријумфи спортиста из других земаља долазили су као шамари нацистичкој филозофији. Најпознатији од њих био је Џеси Овенс, који је освојио четири златне медаље. Због победа Џесија Овенса, немачки лидер Адолф Хитлер је напустио олимпијски стадион, јер није желео да му додели медаљу због његове црне боје коже.
Антифашисти су имали у плану да одрже „Народну Олимпијаду” у Барселони, као алтернативу и из протеста према олимпијадама у Берлину. Те игре нису одржане због избијања грађанског рата у Шпанији.

## Историја

### Додела Олимпијских игара Берлину
Пет година пре почетка Олимпијских игара у Барселони је изгласано да 1936. године домаћин наредних летњих Олимпијских игара буде Берлин. Берлин је убедљиво изгласан за домаћинство игара, резултатом 43-16 у односу на Барселону, која се постављала као контра кандидат за организацију летње Олимпијаде. Игре су додељене престоници Вајмарске републике, као центру европске мултикултуралности, али се све то у наредних пет година драстично мења.

### Организацијске специфичности игара
Оно што се истиче, када је организација самих игара у питању је да, никада пре Берлина домаћин није одређен гласањем, никада пре олимпијска бакља није ношена као штафета. Ово је било до тад једно спортско такмичење, које је на тај начин медијски испраћено, уз директне ТВ преносе и обилату употребу филмских камера.

### Занимљивости које су обележиле игре
Јануара 1933. године од када су нацисти дошли на власт дошло је до укидања републике, сузбијања новим властима непожељних облика културе, а годину дана пре Игара и усвајања расистичких закона. За овај велики догађај, домаћини су направили извесне уступке, у смислу привременог суспендовања антијеврејских закона и пропаганде, а учеснике такмичења „изузели обавезе поштовања закона о забрани хомосексуализма”.
Ове Олимпијске игре су биле идеална прилика за расну пропаганду. Домаћини такмичења такву прилику нису могли да пропусте, па су Игре тако и запамћене у историји. Немци су се трудили да што је могуће боље прикажу достигнућа аријских спортиста и градитеља, поносног вође и целе нације која стоји иза њега. Сам Хитлер лично отворио такмичење. Нацисти су још пре доласка на власт сјајно користили медије, а у центру пажње овог пута је био немачки филм. Лени Рифенштал, генијална и контроверзна режисерка добила је улогу да направи филм о Играма, која је снимила око четиристо километара материјала и монтирала га две пуне године. Коначни резултат је дело под називом „Олимпија”, ремек-дело не само са уметничке стране, већ је тај филм поставио многе стандарде у снимању спортских догађаја који се примењују и дан-данас.
Снимање филма је почело у древној Олимпији, одакле олимпијска бакља, на свој пут по први пут у историји креће, чиме је започета нова традиција. На путу до Берлина бакља је прошла и кроз Краљевину Југославију. Спортисти Југославије су били међу онима реткима, који на отварању нису поздравили Хитлера уздигнутом руком, за разлику од, Француза и Канађана и многих других.
Центар Олимпијских игара је био смештен на Олимпијском стадиону, монументалном објекту смештеном у Шарлотенбургу. Ова грађевина је изграђен првобитно за Олимпијске игре 1916. године, које су отказане због Првог светског рата. Реконструкције у трајању од две године претварају овај стадион у право гигантско здање, које прима 110.000 људи и у чијој околини се налазе још два огромна објекта, капацитета 50 и 25 хиљада, уз око 150 различитих зграда.
Атлетичари су били хероји на борилиштима у центру пажње, а апсолутна звезда био је Џеси Овенс, који је први на једним Олимпијским играма освојио четири златне медаље и то: у трци на 100 м и 200 м, у скоку у даљ и штафети 4x100 м. Џеси Овенс је постао глобално популарни херој, а медији већ годинама уназад препричавају како је Хитлер због његове победе побегао са олимпијског стадиона, одбивши да честита Овенсу. Можда су целу причу медији измислили, али Хитлеру дефинитивно није било драго док је гледао како Афроамериканац пред његовим очима руши расне теорије које је поставио. Види се израз његовог лица док Овенс слави победу на филму. Друга прича о Овенсу, она истинита, говори о пријатељству са највећим ривалом, Немцем Луцом Лонгом. Анегдота каже да му је Лонг саветом помогао у квалификацијама скока у даљ, због чега је и посмртно награђен Кубертеновом медаљом. Хендрика Мастенбрук је била једнако успешна, освојивши три златне медаље и једну сребрну медаљу у пливању. Џек Бирсфорд освојио је злато у дубл-скулу, што је његова пета медаља на петим узастопним играма. Естонац Кристијан Пајсалу доминирао је у рвању, освојивши злато у тешкој категорији у оба стиловима слободним и грчко-римском стилом.
Американка Марџори Гестринг је постала најмлађа победница у историји Летњих игара са свега тринаест година, у дисциплини скокови у води. Најмлађа освајачица медаље Инге Серенсен из Данске се са дванаест година, такмичила у дисциплини 200 м прсно.
Кошарка и велики рукомет се по први пут уврштавају на листу олимпијских спортова. Американци у кошарци освајају злато, док у великом рукомету злато је припало домаћину, репрезентацији Немачке. Укупно гледано Немци су били далеко најуспешнија нација, што се тиче броја укупно освојених медаља на турниру, са 89 медаља, од чега су 33 златнем што је приближно једнако збиру учинка тимова на позицијама два и три (САД и Мађарска). Дебитовали су и кануисти и кајакаши, где су се истакли Аустријанци, Чеси и домаћа селекција. У фудбалу Италијани потврђују своју доминацију, освојивши злато између две титуле светских првака.

### Југословенски спортисти
Укупно осамдесетшест такмичара, који се своје снаге одмеравали у једанаест спортова кренуло је из Југославије у Берлин. Сребрну медаљу је освојио Словенац Леон Штукељ, у такмичењу гимнастичара на круговима. Он је био други, иза Чеха Алојза Худеца, а испред три такмичара Немачке, што је за њега била шеста олимпијска медаља од 1924. до 1936. године. У екипним спортовима гимнастичарке су освојиле четврто, а њихове колеге шесто место. Шесту позицију освојио је и двојац с кормиларом у саставу Елко Мрдуљаш, Иво Фабрис и Лино Љубичић. Ватерполисти Југославије су заузели десето место, после једне победе и два пораза у групи. Остали наши репрезентативци нису успели да се пласирају међу десет најбољих у својим дисциплинама.

## Спортови
На програму Олимпијских игара 1936. биле су заступљене 22 спортске гране. Први пут су укључена три нова спорта, велики рукомет, кошарка и кајак и кану. Такмичења у једриличарству и бејзболу. били су демонстрациони спортови.
- Акватика
  -  Пливање  (детаљи) (11)
  -  Скокови у воду (4)
  -  Ватерполо (1)
- Атлетика (детаљи) (29)
- Бициклизам (детаљи) (6)
- Бокс (8)
- Веслање (детаљи) (7)
- Гимнастика (9)
- Дизање тегова (5)
- Једрење (4)
- Кајак и кану (детаљи) (9)
- Коњички спорт (6)
- Кошарка (1)
- Мачевање (детаљи) (7)
- Модерни петобој (1)
- Поло (1)
- Рвање (14)
- Велики рукомет (6)
- Стрељаштво (детаљи) (3)
- Хокеј на трави (1)
- Фудбал (1)

У посебном програму одржана су такмичења у појединим гранама уметности:
- Архитектура — архитектонски пројекти и урбанистички планови,
- Кипарство — скулптуре, медаље, рељефи и плакете
- Сликарство и Графика — уље, акварели, цртежи и графика, примењена графика.
- Музика — соло и хорске песме, инструментална и оркестарска дела
- Литература — песме, драмска дела, епска дела.

## Освојене медаље[3]
| Летње олимпијске игре 1936 — освојене медаље |                      |       |        |        |        |
| Поз.                                         | Земља                | Злато | Сребро | Бронза | Укупно |
| 1                                            | Немачка              | 33    | 26     | 30     | 89     |
| 2                                            | САД                  | 24    | 20     | 12     | 56     |
| 3                                            | Мађарска             | 10    | 1      | 5      | 16     |
| 4                                            | Италија              | 8     | 9      | 5      | 22     |
| 5                                            | Финска               | 7     | 6      | 6      | 19     |
| 6                                            | Француска            | 7     | 6      | 6      | 19     |
| 7                                            | Шведска              | 6     | 5      | 9      | 20     |
| 8                                            | Јапан                | 6     | 4      | 8      | 18     |
| 9                                            | Холандија            | 6     | 4      | 7      | 17     |
| 10                                           | Уједињено Краљевство | 4     | 7      | 3      | 14     |
| 11                                           | Аустрија             | 4     | 6      | 3      | 13     |
| 12                                           | Чехословачка         | 3     | 5      | 0      | 8      |
| 13                                           | Аргентина            | 2     | 2      | 3      | 7      |
| 14                                           | Естонија             | 2     | 2      | 2      | 7      |
| 15                                           | Египат               | 2     | 1      | 2      | 5      |
| 16                                           | Швајцарска           | 1     | 9      | 5      | 15     |
| 17                                           | Канада               | 1     | 3      | 5      | 9      |
| 18                                           | Норвешка             | 1     | 3      | 2      | 6      |
| 19                                           | Турска               | 1     | 0      | 1      | 2      |
| 20                                           | Индија               | 1     | 0      | 0      | 1      |
| 21                                           | Нови Зеланд          | 1     | 0      | 0      | 1      |
| 22                                           | Пољска               | 0     | 3      | 3      | 6      |
| 23                                           | Данска               | 0     | 2      | 3      | 5      |
| 24                                           | Летонија             | 0     | 1      | 1      | 2      |
| 25                                           | Румунија             | 0     | 1      | 0      | 1      |
| 26                                           | Јужноафричка Унија   | 0     | 1      | 0      | 1      |
| 27                                           | Југославија          | 0     | 1      | 0      | 1      |
| 22                                           | Мексико              | 0     | 0      | 3      | 6      |
| 23                                           | Белгија              | 0     | 0      | 2      | 2      |
| 24                                           | Аустралија           | 0     | 0      | 1      | 1      |
| 25                                           | Филипини             | 0     | 0      | 1      | 1      |
| 26                                           | Португалија          | 0     | 0      | 1      | 1      |

Може се издвојити занимљив податак да је Турска своју прву олимпијску медаљу освојила управо на овом такмичењу.